# Simyra murina
Simyra murina là một loài bướm đêm trong họ Noctuidae.